# Pery Broad
Pery Broad (ur. 25 kwietnia 1921 w Rio de Janeiro, zm. 28 listopada 1993 w Düsseldorfie) – zbrodniarz hitlerowski, członek załogi obozu koncentracyjnego Auschwitz-Birkenau i SS-Rottenführer.
Był synem brazylijskiego kupca i Niemki, z którą wrócił do Niemiec. Członek Hitlerjugend od 1931 i SS od 1941 (ochotnik). Od kwietnia 1941 pełnił służbę w obozie Auschwitz, początkowo jako strażnik, a następnie jako członek Wydziału Politycznego (obozowe gestapo). Uczestniczył w marszu śmierci z KL Auschwitz do Wodzisławia Śląskiego w styczniu 1945 r. 6 maja 1945 Broad wpadł w ręce Brytyjczyków i podczas uwięzienia spisał wspomnienia ze swojej służby obozowej. Wypuszczono go z niewoli w 1947.
30 kwietnia 1959 wszczęły przeciwko niemu śledztwo władze zachodnioniemieckie. 19 sierpnia 1965 w drugim procesie oświęcimskim Pery Broad skazany został na karę 4 lat pozbawienia wolności. Z więzienia zwolniono go już w lutym 1966 po czym wrócił do wykonywania zawodu kupca.
Szymon Laks, więzień Auschwitz-Birkenau i członek obozowej orkiestry, tak wspomina zamiłowanie Broada do muzyki:
"Rottenführer Pery Broad jest chyba najczęstszym gościem i wiernym przyjacielem naszej orkiestry. W pewnym sensie cudowne dziecko. Ma niespełna 22 lata, rzecz można szczenię, a już wybił się na stanowisko szefa Biura Politycznego na Brzezinkę [...] W trakcie procesu, który odbył się we Frankfurcie nad Menem, mowa była o licznych zbrodniach dokonanych w Brzezince przez tego młokosa. Ale nikt nie wspomniał, o ile mi wiadomo, o jego nieprzeciętnych zdolnościach muzycznych. [...] Zjawia się w naszej Sali muzycznej z beztroską miną, uśmiechnięty, niczym kolega z uniwersytetu, albo raczej z konserwatorium. Instrumentem Broada jest zwykła, wulgarna harmonia, czyli akordeon. Zawsze pogardzałem tym popularnym sprzętem, który uważałem za pewnego rodzaju bękarta muzycznego, nadającego się wyłącznie do gry ulicznej i żebraniny. I oto stykam się w osobie Broada z autentycznym artystą, najwyższej klasy wirtuozem, zarówno w popisach zespołowych, jak i solowych. [...]
Bywają okresy, kiedy wizyty Broada znacznie się przerzedzają. Wiadomo wtedy, że jest zajęty zgoła innymi sprawami, które pochłaniają go nie mniej niż muzyka [...] Czy można się dziwić, że po dokonaniu podobnych wyczynów Broad łaknie odprężenia wśród nas, muzyków, przy dźwiękach ulubionego akordeonu?"